# Mario Riestra Piña
Mario Gerardo Riestra Piña (2 de octubre de 1981) es un político mexicano, miembro del Partido Acción Nacional (PAN). Fue diputado federal para el periodo de 2021 a 2024 y actualmente es candidato a la presidencia municipal de Puebla.

## Biografía
Es licenciado en Ciencias Políticas y Relaciones Internacionales por el Centro de Investigación y Docencia Económicas (CIDE) y tiene una maestría en economía y gobierno por la Universidad Anáhuac poniente. Tiene estudios de diplomados en evaluación socioeconómica de proyectos por el Instituto Tecnológico Autónomo de México (ITAM) y en políticas públicas para el desarrollo social en México por el CIDE; posgrado en Gobernanza Global por el Instituto Alemán para el Desarrollo (DIE), un curso de entrenamiento para jóvenes diplomáticos por el Ministerio Federal de Asuntos Exteriores de Alemania y una certificación sobre la metodología de la matriz de marco lógico para el diseño de proyectos por el Banco Interamericano de Desarrollo.
De 2005 a 2007 fue investigador del sector educativo en el Centro de Estudios de las Finanzas Públicas de la Cámara de Diputados, en 2007 fue subdirector de planeación en la Subdirección General del Deporte de la Comisión Nacional de Cultura Física y Deporte (CONADE) cuando era titular de la misma Carlos Hermosillo, en 2008 fue asesor en la coordinación de asesores de la subsecretaría del ramo de la Secretaría de Relaciones Exteriores y de 2008 a 2019 fue asesor del director general del Instituto Nacional del Derecho de Autor (INDA).
En las elecciones estatales de 2010 como candidato del PAN, fue elegido diputado a la LVIII Legislatura del Congreso del Estado de Puebla por el distrito 6 local, para el periodo de 2011 a 2014. Ahí fue presidente de la Junta de Gobierno y Coordinación Política, y coordinador del grupo parlamentario del PAN. Al terminar el cargo, en 2014, fue secretario general del Ayuntamiento del municipio de Puebla presidido por José Antonio Gali Fayad, terminando su periodo en 2016.
De 2016 a 2019 fue presidente de la comisión de Formación Política del comité estatal del PAN y de 2017 a 2019 integrantr del comité municipal en Puebla; en 2018 fue candidato a senador en segunda fórmula por la coalición Por México al Frente, al quedar en segundo lugar de los resultados electorales no le correspondió ocupar el cargo, quedando la senaduría de primera minoría en su compañera de fórmula Nadia Navarro Acevedo.
En las elecciones federales de 2021 fue postulado por la coalición Va por México a diputado federal por el Distrito 12 de Puebla, resultando elegido a la LXV Legislatura que concluirá en 2024. En ella es secretario de las comisiones de Seguridad Social; y, de Zonas Metropolitanas; así como integrante de la comisión de Presupuesto y Cuenta Pública. Se separó de su cargo mediante licencia del 24 de diciembre de 2023 al 4 de enero de 2024, y de nuevo el 29 de febrero de 2024, para registrarse el 10 de marzo siguiente como candidato a la presidencia municipal de Puebla por la coalición Fuerza y Corazón por México en las elecciones de 2024.